# 凱氏浪花鮨
凱氏浪花鮨，為輻鰭魚綱鱸形目鱸亞目鮨科的其中一種，分布於西太平洋區的日本南部、Chesterfield群島及中東太平洋的夏威夷群島海域，棲息深度60-400公尺，體長可達12公分，生活在沙底質、岩石底質海域，為底棲性魚類，屬肉食性，生活習性不明。